# منبع فرانک-رید

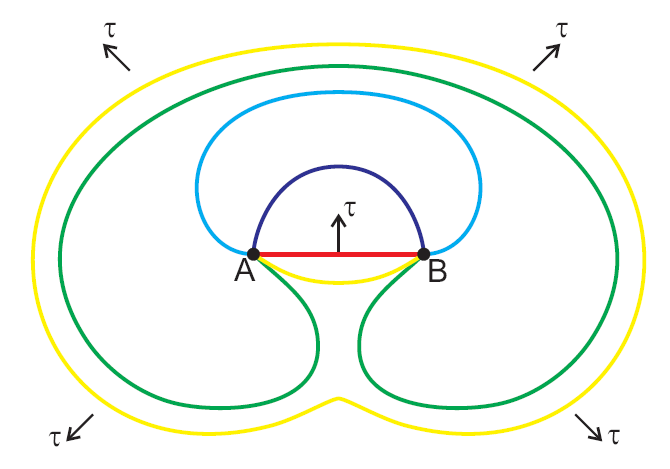
منبع فرانک رید شامل یک نابجایی است که در دو نقطه A و B پین شده و تحت تنش برشی قرار می گیرد. دررفتگی پین شده منبسط می شود و به طور مکرر در اطراف حلقه های دررفتگی جدید ایجاد می شود.

منبع فرانک-رید (Frank–Read source) مکانیزمی برای توجیه تکثیر نابه‌جایی‌ها به هنگام تغییر شکل کریستال است. هنگام تغییر شکل به منظور ایجاد لغزش، نابه‌جایی‌ها باید توسط مکانیزم‌هایی تکثیر شوند که یکی از آن‌ها منبع فرانک-رید است. در طی فرآیند کرنش سختی (Cold working) نابه‌جایی‌ها توسط منبع فرانک-رید تکثیر می‌شوند. افزایش چگالی نابه‌جایی‌ها تنش تسلیم فلزات را افزایش می‌دهد و در نتیجه استحکام فلز افزایش می‌یابد.
این مکانیزم توسط دو فیزیکدان بریتانیایی، چارلز فرانک و تورنتن رید پیشنهاد شد.

## تاریخچه
چارلز فرانک تاریخچه این کشف را از دیدگاه خود در مجموعه مقالات انجمن سلطنتی در سال ۱۹۸۰ شرح داد.
در سال ۱۹۵۰، چارلز فرانک، که در آن زمان محققی در بخش فیزیک در دانشگاه بریستول بود، از ایالات متحده بازدید کرد تا در کنفرانسی در مورد پلاستیسیته کریستال در پیتسبورگ شرکت کند. فرانک خیلی قبل از کنفرانس وارد ایالات متحده شد تا زمانی را در آزمایشگاه نیروی دریایی بگذراند و در دانشگاه کرنل سخنرانی کند. هنگامی که فرانک در طول سفر خود به پنسیلوانیا از پیتسبورگ بازدید کرد، نامه‌ای از دانشمند همکار جوک اشلبی دریافت کرد که به او پیشنهاد می‌کرد مقاله اخیر گونتر لیبفرید را بخواند. قرار بود فرانک سوار قطاری به مقصد کرنل شود تا در کرنل سخنرانی کند، اما قبل از عزیمت به کرنل به کتابخانه موسسه فناوری کارنگی رفت تا یک نسخه از مقاله را تهیه کند. کتابخانه هنوز مجله‌ای با مقاله لایبفرید نداشت، اما کارکنان کتابخانه معتقد بودند که مجله می‌تواند در بسته‌ای که به تازگی از آلمان وارد شده است باشد. فرانک تصمیم گرفت منتظر بماند تا کتابخانه بسته را باز کند، که در واقع حاوی مجله بود. پس از خواندن مقاله، او با قطار به سمت کرنل رفت، در آنجا به او گفتند که زمان را تا ساعت ۵:۰۰ بگذراند، زیرا اعضای هیئت علمی در حال جلسه بودند. فرانک تصمیم گرفت بین ساعت ۳:۰۰ تا ۵:۰۰ پیاده روی کند. در طول این دو ساعت، در حالی که مقاله لایبفرید را بررسی می کرد، نظریه ای را برای چیزی که بعداً منبع فرانک-رید نام گرفت، فرموله کرد.
چند روز بعد، او به کنفرانس پلاستیکی کریستالی در پیتسبورگ رفت و در لابی هتل با تورتون رید برخورد کرد. پس از مواجهه با یکدیگر، دو دانشمند بلافاصله دریافتند که تقریباً به طور همزمان به همان ایده برای تولید نابجایی رسیده اند (فرانک در حین پیاده روی در کورنل و تورنتون رید در هنگام چای چهارشنبه گذشته) و تصمیم گرفتند مقاله مشترکی در مورد موضوع. مکانیسم تولید نابجایی شرح داده شده در آن مقاله اکنون به عنوان منبع فرانک-رید شناخته می شود.

## مکانیزم

تصویر متحرکی که نحوه تکثیر حلقه نابه‌جایی توسط یک منبع فرانک-رید (در مرکز صفحه) را نشان می‌دهد.

منبع فرانک-رید مکانیزمی بر اساس تکثیر نابجایی در یک صفحه لغزش تحت تنش برشی است.
یک نابجایی مستقیم را در یک صفحه لغزش کریستالی با دو انتهای پین شده ی  A و B، در نظر بگیرید. اگر تنش برشی روی صفحه لغزش اعمال می شود و سپس یک نیرو {\displaystyle F=\tau .bx}، که در آن b بردار برگر نابجایی و x فاصله بین محل‌های پین A و B است، در نتیجه تنش برشی روی خط نابجایی اعمال می‌شود. این نیرو به صورت عمود بر خط عمل می کند و باعث می شود که نابجایی طولانی شود و به شکل قوس منحنی شود.
نیروی خمشی ناشی از تنش برشی با کشش خط نابجایی مخالف است، که در هر انتهای نابجایی در امتداد جهت خط نابجایی به دور از A و B به اندازه ی {\displaystyle Gb^{2}} عمل می کند. که در آن G مدول برشی است. اگر نابجایی خم شود، انتهای نابجایی زاویه ای با خط افقی بین A و B ایجاد می کند که به کشش های خطی که در امتداد انتهای آن ها عمل می کنند، یک جزء عمودی می دهد که مستقیماً در برابر نیروی ناشی از تنش برشی عمل می کند. اگر تنش برشی کافی اعمال شود و نابجایی خم شود، مولفه عمودی ناشی از کشش های خط، که مستقیماً در برابر نیروی ناشی از تنش برشی عمل می کند، با نزدیک شدن نابجایی به شکل نیم دایره ای رشد می کند.
هنگامی که نابجایی به صورت نیم دایره ای در می آید، تمام کشش خط در برابر نیروی خمشی ناشی از تنش برشی عمل می کند، زیرا کشش خط بر افقی بین A و B عمود است. بنابراین برای رسیدن نابجایی به این نقطه، واضح است که معادله:
{\displaystyle F=\tau .bx=2Gb^{2}}
باید ارضا شود و از این طریق می توانیم تنش برشی را حل کنیم:
{\displaystyle \tau =2Gb/x}
این تنشی است که برای ایجاد جابجایی از منبع فرانک-رید لازم است. اگر تنش برشی بیش از این افزایش یابد و نابجایی از حالت تعادل نیم دایره ای عبور کند، به طور خود به خود به خم شدن و رشد ادامه می دهد و در اطراف نقاط پین A و B به شکل مارپیچی می چرخد تا زمانی که قطعات مارپیچی در اطراف نقاط پین A و B با هم برخورد کرده و خنثی شوند. این فرآیند منجر به ایجاد یک حلقه نابجایی در اطراف A و B در صفحه لغزش می شود که تحت تنش برشی مداوم منبسط می شود، و همچنین در یک خط نابجایی جدید بین A و B که تحت برش مجدد یا ادامه یافته، می تواند به تولید حلقه های نابجایی ادامه دهد به نحوی که در بالا ذکر شد.
بنابراین یک حلقه فرانک رید می تواند در یک صفحه در یک کریستال تحت تنش اعمالی، نابجایی های زیادی ایجاد کند. مکانیسم منبع فرانک-رید توضیح می دهد که چرا نابجایی ها عمدتاً در صفحات لغزشی خاصی ایجاد می شوند. نابجایی ها در درجه اول فقط در صفحاتی با منابع فرانک رید ایجاد می شوند. توجه به این نکته ضروری است که اگر تنش برشی بیشتر از مقدار زیر نباشد:
{\displaystyle \tau =2Gb/x}
و نابجایی از حالت تعادل نیم دایره ای خم نشود، یک حلقه نابجایی تشکیل نمی دهد و در عوض به حالت اولیه خود باز می گردد.